# Musica scozzese

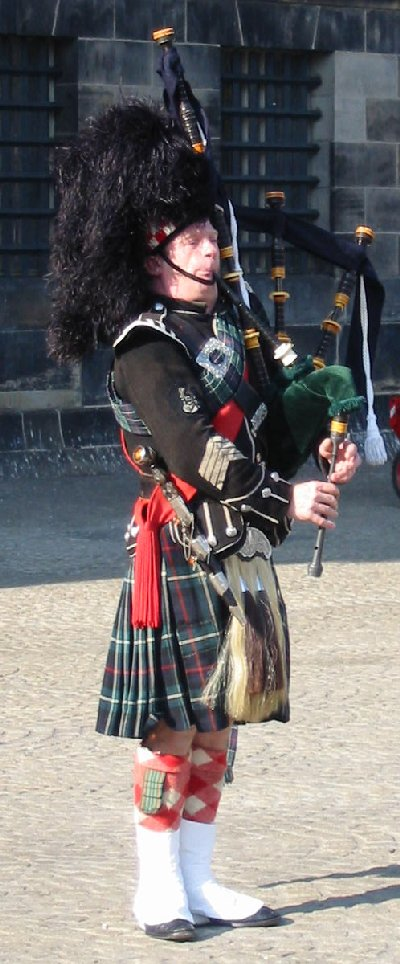
Un pipe major mentre suona la cornamusa scozzese

La musica scozzese è rimasta animata per tutto il corso del XX secolo fino al XXI secolo, mentre altre forme tradizionali hanno perso la popolarità in favore della musica pop. Nonostante i fenomeni di emigrazione e di connessione alla musica importata dal resto d'Europa e dagli Stati Uniti d'America, la musica scozzese ha mantenuto molti dei suoi aspetti tradizionali e ha influenzato alcune forme musicali.